# Stephane Dumas
Stephane Louis Andre Dumas (Sant Nari, 14 de setembre de 1978) és un exjugador i actual entrenador de bàsquet professional, d'origen francès. L'ultim equip en que va competir fou a les files del JL Bourg-en-Bresse de la Lliga francesa de bàsquet, després d'haver passat per diferents equips de la Lliga ACB, entre ells el Joventut de Badalona, el Lleida Bàsquet o el CB Girona.

## Trajectòria professional
En el seu extens palmarès figuren a més del títol Leb Oro, el de la Copa Príncep d'Astúries aconseguida amb Alacant, el subcampionat de la Copa del Rei amb el DKV Joventut i el triplet a França de lliga, copa i Korac amb el Limoges, abans de fer el salt a la Lliga ACB.

## Clubs
- 1995-1996 Hyeres-Toulon  França
- 1996-2000 CSP Limoges  França
- 2000-2002 ACB. Joventut de Badalona.  Catalunya
- 2002-2003 ACB. CB Valladolid.  Espanya
- 2003-2003 ACB. Lleida Bàsquet.  Catalunya
- 2003-2004 ACB. Joventut Badalona.  Catalunya
- 2004-2005 ACB. CB Girona.  Catalunya
- 2005-2005 Air Avellino  Itàlia
- 2005-2007 ACB. CB Lleó.  Espanya
- 2007-2008 LEB. CB Lucentum Alacant.  País Valencià
- 2008-2012 ACB. CB Valladolid.  Espanya
- 2012-2013 JL Bourg-en-Bresse